# Euploea klugii
Euploea klugii är en fjärilsart som beskrevs av Moore och Thomas Horsfield 1857. Euploea klugii ingår i släktet Euploea och familjen praktfjärilar. Inga underarter finns listade i Catalogue of Life.

## Bildgalleri

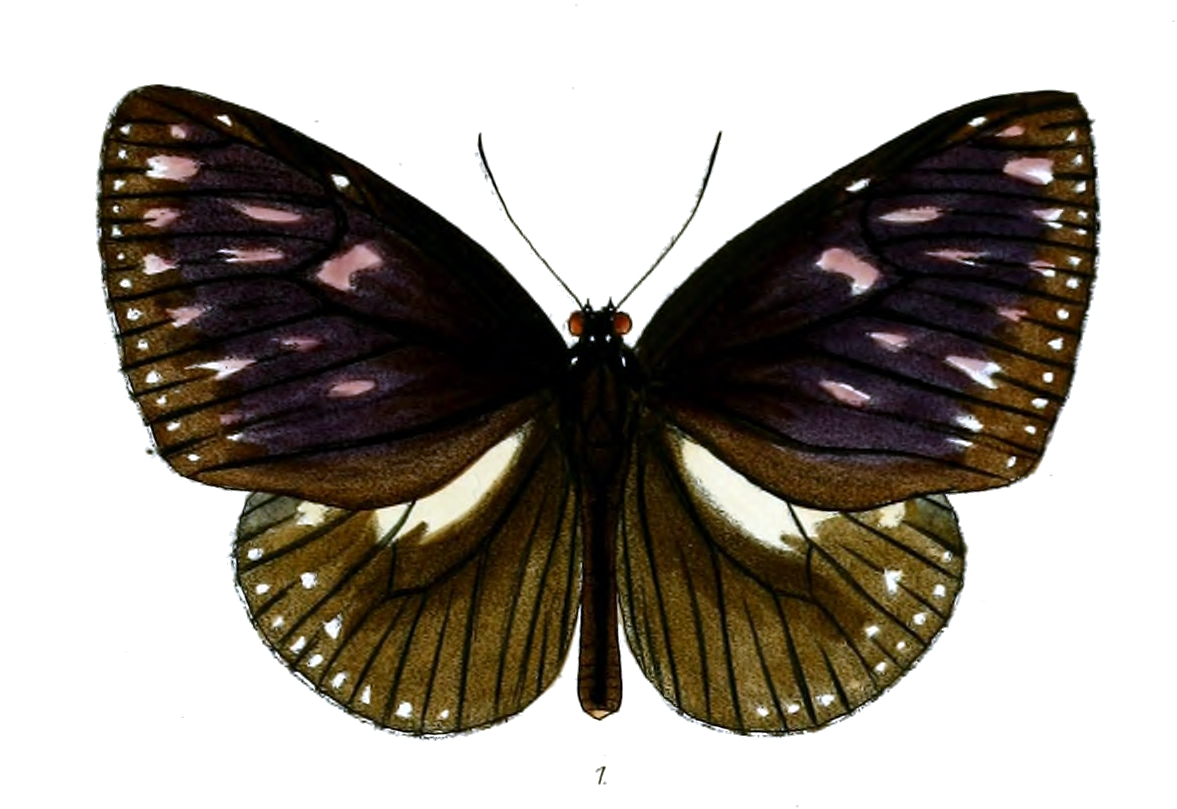
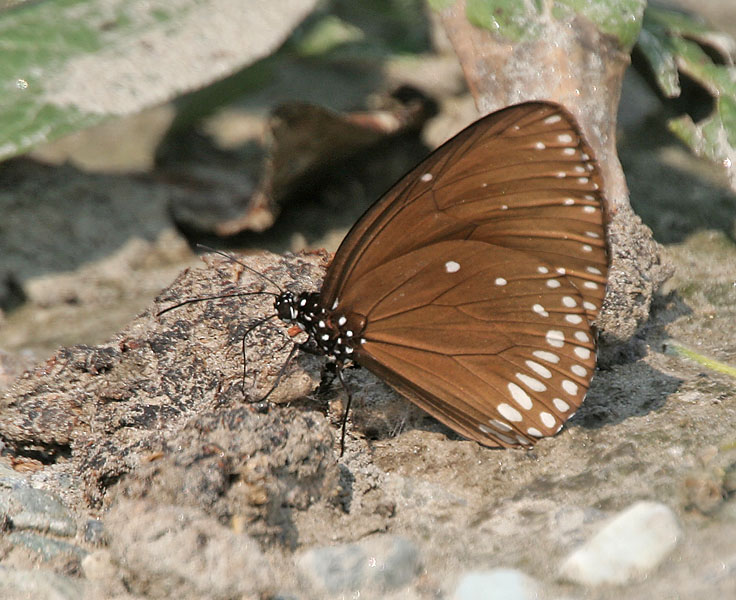
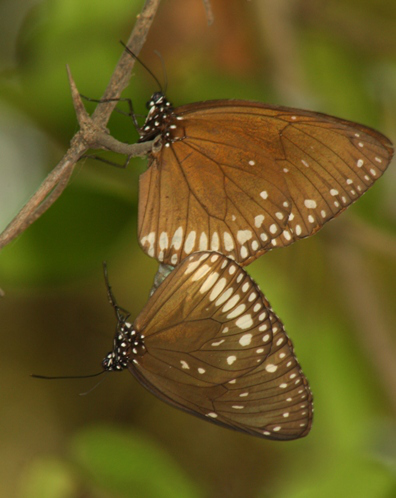